# أدولف كوخ
أدولف كوخ (بالألمانية: Adolf Koch)‏ هو تربوي ألماني، ولد في 9 أبريل 1896، وتوفي في 2 يوليو 1970.